# Pasquale De Luca
Pasquale De Luca (ur. 26 maja 1962 w Edmonton) – kanadyjski piłkarz występujący podczas kariery na pozycji pomocnika.

## Kariera klubowa
Profesjonalną karierę piłkarską Pasquale De Luca rozpoczął w klubie Edmonton Drillers w 1981. Po rozwiązaniu Drillers przeszedł do Toronto Blizzard i grał w nim do jego likwidacji w 1984. W latach 1985–1986 i 1986 (z przerwą na grę w Edmonton Brickmen) występował futsalowym klubie Cleveland Force.

## Kariera reprezentacyjna
W reprezentacji Kanady Pasquale De Luca zadebiutował 28 marca 1984 roku w wygranym 1:0 towarzyskim meczu z Haiti w Port-au-Prince. W 1984 uczestniczył w Igrzyskach Olimpijskich. Na turnieju w Los Angeles był rezerwowym i nie wystąpił w żadnym meczu. W 1985 uczestniczył w zakończonych pierwszym, historycznym awansem eliminacjach Mistrzostwa Świata 1986. Podczas tych eliminacji 14 września 1985 w wygranym 3-1 meczu z Hondurasem w St. John’s De Luca wystąpił ostatni raz w reprezentacji. Rok później roku został powołany przez selekcjonera Tony’ego Waitersa do kadry na Mistrzostwa Świata. Tam był rezerwowym zawodnikiem i nie wystąpił w żadnym meczu. Ogółem w latach 1984–1985 rozegrał w kadrze narodowej 19 meczów i strzelił jedną bramkę.